# Segovia (tỉnh)

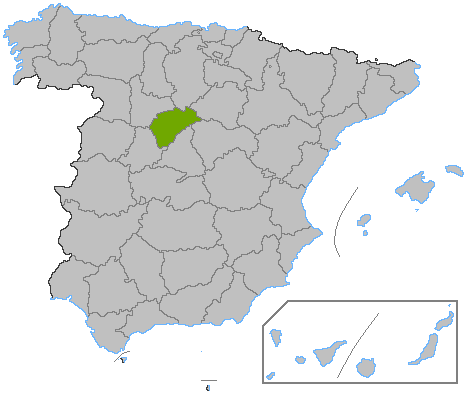
Tỉnh Segovia

Segovia là một tỉnh ở bắc và trung Tây Ban Nha, phía nam của cộng đồng tự trị Castile và León. Tỉnh này giáp các tỉnh Burgos, Soria, Guadalajara, Madrid, Ávila, và Valladolid.
Tỉnh có dân số 149.286 người, trong đó có 35% dân số sống ở tỉnh lỵ Segovia. Tỉnh có 209 đô thị. Xem danh sách các đô thị tại Segovia.